# Lampadaster
Lampadaster is een geslacht van uitgestorven zee-egels uit de familie Stegasteridae.

## Soorten
- Lampadaster grandidieri Cotteau, 1889 † Campanien-Maastrichtien, ten noorden van Madagaskar.